# Jan Adolf Grutterink
Jan Adolf Grutterink (Apeldoorn, 20 oktober 1879 — 's-Gravenhage, 1 januari 1949) was een Nederlands geoloog en hoogleraar mineralogie, kristallografie en petrografie aan de Technische Hogeschool Delft. In het studiejaar 1932-1933 diende hij hier ook als rector magnificus.

## Levensloop
Grutterink, zoon van Johannes Gerhardus Grutterink en Rienje Dijkhuis, werd geboren in Apeldoorn, en leerde in Den Haag aan de Hogere Burgerschool aan het Bleijenburg. In 1897 begon hij zijn studie aan de Polytechnische School te Delft in de afdeling mijnbouwkunde. In 1902 behaalde hij zijn M.O.- aktes, en studeerde verder aan de Bergakademie in Freiberg, waar hij zijn ingenieursdiploma behaalde. 
Na zijn afstuderen reisde Grutterink langs enige Europese mijnbouwcentra, en reisde verder naar Suriname waar hij het opvolgende jaar het Lawagebied verkende. Terug in Nederland werd hij in 1906 aan de Technische Hogeschool te Delft aangesteld als hoogleraar delfstof en aardkunde. In de opvolgende jaren maakte hij nog verschillende reizen naar Suriname en de Nederlandse Antillen voor mijnbouwkundig onderzoek en adviesverlening.
Vroegere assistenten en promovendi van Grutterink in Delft waren Josef Ignaz Julius Maria Schmutzer, Dirk Schuiling, en Johannes Vaes, naar wie het mineraal vaesiet is vernoemd.
Grutterink diende in totaal ruim 42 jaar in Delft; in het studiejaar 1932-1933 als rector magnificus. Op 1 januari 1949 overleed hij, nog in dienstverband. Aan de Technische Hogeschool Delft werd hij opgevolgd door H.J. de Wijs.

## Publicaties
- Grutterink, J.A.: Het experiment in de gesteentenkunde, Academische redevoering. Delft: Waltman, 1906.

Artikelen, een selectie
- Grutterink, J.A.: De Santa Barbara Fosfaatmijn op het eiland Curacao, in: Verhandelingen van het Geologisch-Mijnbouwkundig Genootschap voor Nederland en Koloniën, Mijnbouwk. Serie I (1913), pp. 91-103.
- Grutterink, J.A.: Bauxiet, in: De West-Indische Gids, 1ste Jaarg., deel 1 (1919), pp. 360-374.
- Grutterink, J.A.: Truscottite (in Dutch), in: Verhandelingen van het Geologisch-Mijnbouwkundig Genootschap voor Nederland en Koloniën (Geologische serie, deel 8, 1925), pp. 197-200.
- Vries, O.D., Grutterink, J.A., Panhuys, C.V., Steenhuis, J.F. & Tesch, P.: Brabantsche dekzanden, in: Verhandelingen van het Geologisch-Mijnbouwkundig Genootschap voor Nederland en Koloniën (Geologische serie, deel 14, 1944, pp. 537-544), 's-Gravenhage: Mouton.

- Biografisch Portaal: 42128316
- Gemeinsame Normdatei: 116902116
- Virtual International Authority File: 40141902
- WorldCat: E39PBJrCb9bMjjQKmKHC84Fh73